# Ківассо
Ківассо (італ. Chivasso, п'єм. Civass) — муніципалітет в Італії, у регіоні П'ємонт,  метрополійне місто Турин.
Ківассо розташоване на відстані близько 520 км на північний захід від Рима, 20 км на північний схід від Турина.
Населення — 26 717 осіб (2014).
Покровитель — Angelo Carletti.

## Демографія
Населення за роками:

Станом на 1 січня 2023 року в муніципалітеті офіційно проживало 1998 іноземців з 78 країн, серед них 898 громадян країн Євросоюзу та 18 громадян України.

## Сусідні муніципалітети
- Брандіццо
- Калузо
- Кастаньєто-По
- Мацце
- Монтанаро
- Рондіссоне
- Сан-Беніньо-Канавезе
- Сан-Раффаеле-Чимена
- Сан-Себастіано-да-По
- Вероленго
- Вольп'яно